# Уикс, Сью
Сьюзан Джой «Сью» Уикс (англ. Susan Joy "Sue" Wicks; род. 26 ноября 1966 года в Сентер-Моричесе, Нью-Йорк) — американская профессиональная баскетболистка, выступавшая в женской национальной баскетбольной ассоциации. Была выбрана на драфте ВНБА 1997 года в первом раунде под общим шестым номером клубом «Нью-Йорк Либерти». Играла в амплуа тяжёлого форварда. После окончания спортивной карьеры перешла на тренерскую работу в родную команду NCAA «Ратгерс Скарлет Найтс». А в последнее время работала ассистентом главного тренера студенческой команды «Сент-Фрэнсис Бруклин Терриерс».

## Ранние годы
Сью Уикс родилась 26 ноября 1966 года в небольшом городке Сентер-Моричес (штат Нью-Йорк), училась же она там же в одноимённой средней школе, в которой выступала за местную баскетбольную команду..